# Bertholdia soror
Bertholdia soror là một loài bướm đêm thuộc phân họ Arctiinae, họ Erebidae.